# Leslie Silva
Leslie Silva (Schenectady, 21 aprile 1968) è un'attrice statunitense.

## Biografia
Leslie Silva è cresciuta principalmente a Saratoga, nello stato di New York, ma ha vissuto anche in Connecticut, Iowa e Georgia, spostandosi frequentemente a causa del lavoro del padre che era un Ingegnere nucleare.
Silva si è laureata in Belle Arti, specializzata in Arti Drammatiche, all'Università del Connecticut nel 1989 e successivamente frequentò un Master in Belle Arti, specializzata in recitazione drammatica alla Juilliard School, tra il 1991 e il 1995. 
Leslie Silva comincia la sua carriera professionale a Washington nel 1995 in una produzione off-Broadway del Macbeth. È conosciuta principalmente per il suo ruolo di coprotagonista nella serie televisiva Odyssey 5 come Sarah Forbes e per la sua partecipazione regolare alla serie Providence come Dottoressa Helen Reynold.

## Filmografia

### Cinema
- Mela e Tequila - Una pazza storia d'amore con sorpresa (Fools Rush In), regia di Andy Tennant (1997)
- I sublimi segreti delle Ya-Ya sisters (Divine Secrets of the Ya-Ya Sisterhood), regia di Callie Khouri (2002)
- Reversion, regia di Mia Trachinger (2008)
- Vox Lux, regia di Brady Corbet (2018)
- The Sleepless, regia di Michael DiBiasio-Ornelas (2020)
- Babygirl, regia di Halina Reijn (2024)

### Televisione
- New York Undercover – serie TV, episodio 2x18 (1996)
- Cosby – serie TV, episodio 2x11 (1997)
- Homicide (Homicide: Life on the Street) – serie TV, episodi 6x12-6x13 (1998)
- Providence – serie TV, 18 episodi (1999)
- E.R. - Medici in prima linea (ER) – serie TV, episodio 6x17 (2000)
- The '70s – serie TV, episodio 1x01 (2000)
- Gideon's Crossing – serie TV, episodio 1x11 (2001)
- Odyssey 5 – serie TV, 19 episodi (2002-2003)
- CSI - Scena del crimine (CSI: Crime Scene Investigation) – serie TV, episodio 3x16 (2003)
- The Agency – serie TV, 4 episodi (2003)
- Cold Case - Delitti irrisolti (Cold Case) – serie TV, episodio 1x13 (2004)
- Star Trek: Enterprise – serie TV, episodio 4x10 (2005)
- CSI: Miami – serie TV, episodio 4x16 (2006)
- Numb3rs – serie TV, 9 episodi (2007-2010)
- Nurse Jackie - Terapia d'urto (Nurse Jackie) – serie TV, episodio 3x05 (2011)
- Person of Interest – serie TV, episodio 1x17 (2012)
- The Good Wife – serie TV, episodio 5x09 (2013)
- Madam Secretary – serie TV, episodio 1x02 (2014)
- Elementary – serie TV, episodio 3x08 (2014)
- Allegiance – serie TV, episodio 1x09 (2015)
- Falling Water – serie TV, episodio 1x01 (2016)
- Bull – serie TV, episodi 1x07-6x14 (2016-2022)
- Shades of Blue – serie TV, 19 episodi (2016-2018)
- The Looming Tower – miniserie TV, 1 puntata (2018)
- Blue Bloods – serie TV, episodio 8x19 (2018)
- The Blacklist – serie TV, episodio 6x15 (2019)
- In the Dark – serie TV, 6 episodi (2019-2022)
- FBI – serie TV, episodio 2x12 (2020)
- Women of the Movement – miniserie TV, 4 puntate (2022)
- Mike – miniserie TV, 1 puntata (2022)
- Poker Face – serie TV, episodio 1x07 (2023)
- Che Todd ci aiuti (So Help Me Todd) – serie TV, 6 episodi (2023)

## Doppiatrici italiane
Nelle versioni in italiano delle opere in cui ha recitato, Leslie Silva è stata doppiata da:
- Stella Gasparri in Person of Interest, Blue Bloods
- Silvia Tognoloni in Providence
- Rossella Acerbo in Odyssey 5
- Laura Boccanera in Cold Case - Delitti irrisolti
- Francesca Guadagno in Star Trek: Enterprise
- Elena Morara in Babygirl